# Malk de Koijn
Malk de Koijn er en dansk rapgruppe, dannet i 1994 af Tue Track, Geolo Geo og Blæs Bukki. Gruppen var aktive fra 1994 til 2004, men blev i 2011 gendannet og udgav albummet Toback to the Fromtime.

## Historie
Malk de Koijn blev dannet i 1994. I 1998 udsendte de deres første album, Smash Hit In Aberdeen. Året efter modtog gruppen Maarum-prisen for deres sproglige opfindsomhed.
To af gruppens medlemmer, Geolo Geo og Blæs Bukki, havde i 2006 succes med en moderne opsætning af Peer Gynt på Betty Nansen Teatret. Her spillede de sammen med komikerne Jonatan Spang, Rune Klan og Carsten Bang i teaterkonceptet SKRAKO – Skuespil, rap og komik. Denne opsætning fik så stor succes, at den fik repremiere i slutningen af 2006.
I 2007 medvirkede Blæs Bukki i samme teaters opsætning af stykket Købmanden sammen med Jonatan Spang, Nicolas Bro, Laura Bro, Omar Marzouk og Natasja. I 2008 spillede Blæs Bukki og Tue Track sammen med Jonatan Spang, Rune Klan og Linda P i en teateropsætning af "Biblen" på Nørrebro teater.
Ved koncerten på Roskilde Festival 2009 opstod rygter om, at en ny plade var på vej. Gruppen omtalte det selv under koncerten, men de hverken be- eller afkræftede dette. Dog indgik flere nye, ikke-udgivne sange i deres repertoire på festivalen. Under koncerten sagde Geolo G "Det var da vist en ny sang, vi spillede der. Gad vide om det så betyder, at der kommer en ny plade?" . I december 2010 offentliggjorde pladeselskabet Target Records at de havde skrevet kontrakt med Malk de Koijn, om at udgive et nyt album i 2011.
Den længe ventede 3. plade Toback to the Fromtime udkom i september 2011, og blev #1 på den danske hitliste.
I 2014 annoncerede Malk De Koijn, at de ville spille én koncert på Gjethuset i Frederiksværk i forbindelse med deres 20 års-jubilæum. Senere annoncerede gruppen at de også ville lave en efterårsturne. 
Malk De Koijn rapper på dansk, bruger fordanskede udtryk fra den amerikanske hiphop-kultur og sammensætter disse med ældre danske udtryk Til deres live-optrædener er de kendt for at klæde sig ud. Tue Track er desuden kendt for at scratche med det ene ben på pladespillerbordet.[kilde mangler]

## Medlemmer
- Tue Track (Anders Brixen Kristiansen): rap, keyboards, scratch
- Geolo Geo (Janus Borup Staffe): rap, tekstforfatter
- Blæs Bukki (Lasse Bavngaard): rap, keyboards

Gruppens medlemmer optræder ofte under andre aliasser, inklusive varianter af ovenstående, f.eks. Track72, Geolo G, Blæs B og Bukki Blæs.

## Hæder
Danish Music Awards
| År   | Modtager/nomineret arbejde                 | Pris                          | Resultat  |
| ---- | ------------------------------------------ | ----------------------------- | --------- |
| 2003 | Malk de Koijn for "Vi tager Fuglen på dig" | "Årets danske musikvideo"     | Vundet    |
| 2003 | Sneglzilla                                 | "Årets danske udgivelse"      | Nomineret |
| 2012 | Toback to the Fromtime                     | "Årets Danske Album"          | Vundet    |
| 2012 | Toback to the Fromtime                     | "Årets Danske Urbanudgivelse" | Vundet    |
| 2012 | Malk de Koijn                              | "Årets Danske Live Navn"      | Vundet    |

Danish HipHop Awards
| År   | Modtager/nomineret arbejde                 | Pris                                       | Resultat |
| ---- | ------------------------------------------ | ------------------------------------------ | -------- |
| 2003 | Tue Track                                  | ”Årets producer”                           | Vundet   |
| 2003 | "Årets danske single/EP"                   | Malk de Koijn for "Vi tager fuglen på dig" | Vundet   |
| 2003 | Malk de Koijn                              | "Årets gruppe"                             | Vundet   |
| 2003 | Malk de Koijn for "Vi tager Fuglen på dig" | "Årets danske musikvideo"                  | Vundet   |
| 2003 | Malk de Koijn                              | "Årets danske tekstforfattere"             | Vundet   |
| 2003 | Malk de Koijn for "Sneglzilla"             | "Årets danske album"                       | Vundet   |

P3 Guld
| År   | Modtager/nomineret arbejde | Pris                | Resultat |
| ---- | -------------------------- | ------------------- | -------- |
| 2003 | Malk de Koijn              | "Syng Dansk Prisen" | Vundet   |

GAFFA-Prisen
| År   | Modtager/nomineret arbejde | Pris                             | Resultat |
| ---- | -------------------------- | -------------------------------- | -------- |
| 2011 | Toback To The Fromtime     | "Årets Danske Album"             | Vundet   |
| 2011 | Toback To The Fromtime     | "Årets Danske Hip Hop-udgivelse" | Vundet   |

Årets Steppeulv
| År   | Modtager/nomineret arbejde   | Pris                   | Resultat |
| ---- | ---------------------------- | ---------------------- | -------- |
| 2003 | Malk de Koijn for Sneglzilla | "Årets album"          | Vundet   |
| 2003 | Malk de Koijn                | "Årets orkester"       | Vundet   |
| 2012 | Malk de Koijn                | "Årets orkester"       | Vundet   |
| 2012 | Toback to the Fromtime       | "Årets album"          | Vundet   |
| 2012 | Malk de Koijn                | "Årets tekstforfatter" | Vundet   |

## Diskografi

### Albums
- Smash Hit In Aberdeen (1998)
- Sneglzilla (2002)
- Toback To The Fromtime (2011)

### Singler
- 1998 "Å ÅÅ Mæio & Jim Daggerthuggert"
- 1998 "Ørkenstorm i Aberdeen"
- 1998 "Jagt"
- 1998 "Kosmisk Kaos"
- 2002 "Vi Tager Fuglen på Dig"
- 2002 "Rocstar"
- 2002 "Sneglzilla instrumental"
- 2011 "Toback To The Fromtime"